# Walter Außendorfer
Walter Außendorfer (n. 18 aprilie 1939, Tires, Venezia Tridentina⁠(d), Italia – d. 27 octombrie 2019, Tires, Trentino-Tirolul de Sud, Italia) a fost un sănier ce a reprezentat Italia, medaliat olimpic. A participat la o ediție a Jocurilor Olimpice (1964) în care a câștigat o medalie de bronz.